# Scyliorhinus cabofriensis
O tubarão-gato-brasileiro é uma espécie de tubarão recém descoberta (2016, em Cabo Frio) e descrita, do gênero Scyliorhinus da família Scyliorhinidae. Não se sabe muito sobre a espécie, espécimes ainda estão sendo estudados.

## Aparência
Os tubarões-gato-brasileiro não são tão diferentes dos outros tubarões-gato, mas se distingue por seu padrão de manchas pretas e brancas distribuídas aleatoriamente por seu corpo de tamanhos variados; também se distingue pelo seu hábitat natural e por seu focinho pequeno e arredondado e seu tamanho minúsculo que pode variar de 31-47 cm para machos e 27-45 cm para fêmeas.

## Distribuição e hábitat
Os tubarões-gato-brasileiro são encontrados no sudoeste do Oceano Atlântico, no Brasil, em zonas quase que pelágicas, mais especificamente em Cabo Frio no Rio de Janeiro onde foi descoberto e descrito.

## Estado de conservação
O estado de conservação dessa espécie ainda não foi divulgada, mas possivelmente pode ser considerada como espécie deficiente de dados já que é muito rara.